# My World 2.0
My World 2.0 – debiutancki album studyjny kanadyjskiego piosenkarza Justina Biebera. Premiera albumu miała miejsce 23 marca 2010. Jest on kontynuacją debiutanckiej EP-ki Justina Biebera, My World. Pierwszy singel z płyty – „Baby” ukazał się 18 stycznia 2010. W wywiadzie dla Z100 wyjaśnił, że ludzie nie chcą czekać na album półtora roku i dlatego właśnie postanowł podzielić płytę na 2 części.

## Lista utworów
| #            | Tytuł                                                           | Autor                                                                       | Producent                      | Czas |
| ------------ | --------------------------------------------------------------- | --------------------------------------------------------------------------- | ------------------------------ | ---- |
| 1.           | „Baby” (featuring Ludacris)                                     | Justin Bieber, The-Dream, Tricky Stewart, Christina Milian,Ludacris         | T. Nash, C. Stewart, C. Milian | 3:36 |
| 2.           | „Somebody to Love”                                              | J. Bieber, Heather Bright & The Stereotypes                                 | The Stereotypes                | 3:42 |
| 3.           | „Stuck in the Moment”                                           | J. Bieber, The Stereotypes, Dan August Rigo                                 | The Stereotypes                | 3:43 |
| 4.           | „U Smile”                                                       | J. Bieber, Jerry Duplessis, Arden Altino, D. Rigo                           | J. Duplessis, A. Altino        | 3:17 |
| 5.           | „Runaway Love”                                                  | J. Bieber, Melvin Hough II, Rivelino Wouter, Timothy Thomas & Theron Thomas | Melvin Hough II                | 3:33 |
| 6.           | „Never Let You Go”                                              | J. Bieber, Johnta Austin, Bryan-Michael Cox                                 | B. Cox                         | 4:26 |
| 7.           | „Overboard” (featuring Jessica Jarrell)                         | J. Bieber, Midi Mafia, Dapo Torimiro, Taurian Shropshire                    | Midi Mafia, D. Torimiro        | 4:11 |
| 8.           | „Eenie Meenie” (featuring Sean Kingston)                        | J. Bieber, Carlos Battey, Steven Battey, Kisean Anderson                    | Benny Blanco                   | 3:23 |
| 9.           | „Up”                                                            | J. Bieber, The Messengers                                                   | The Messengers                 | 3:55 |
| 10.          | „That Should Be Me”                                             | J. Bieber, The Messengers, Luke Boyd                                        | The Messengers                 | 3:53 |
| Bonus tracks |                                                                 |                                                                             |                                |      |
| 11.          | „Kiss and Tell” (iTunes and Japan bonus track)                  | J. Bieber, D. Rigo, The Runners, The Monarch                                | The Runners, The Monarch       | 3:29 |
| 12.          | „Where Are You Now” (Wal-Mart, Australia and Japan bonus track) | J. Bieber                                                                   | B. Cox                         | 4:27 |

## Pozycje na listach
| Lista         | Kraj              | Pozycja |
| ------------- | ----------------- | ------- |
| Billboard 200 | Stany Zjednoczone | 1       |
| OLiS          | Polska            | 9       |
| Ultratop 50   | Belgia            | 3       |
| MegaCharts    | Holandia          | 4       |